# Emilia Comișel
Emilia Comișel (n. 28 februarie 1913, Ploiești, Regatul României — d. 18 aprilie 2010) a fost o etnomuzicologă și profesoară universitară din România.
În timpul studenției a fost remarcată de etnomuzicologul Constantin Brăiloiu și a fost invitată să lucreze alături de acesta ca cercetător științific. În anii 1940 a fost profesoară de liceu la Ploiești, iar din 1949 până în 1976 a predat la catedra de folcloristică a Conservatorului bucureștean. A fost cercetătoare la Institutul de Folclor din București și la Institutul de Studii Sud Est Europene din același oraș.
De-a lungul carierei a cules peste nouă mii de cântece folclorice și a publicat articole și cărți în scopul de a face cunoscută valoarea folclorului muzical românesc în țară și în străinătate. A colaborat cu publicații importante de peste hotare și a fost membră a Societății Internaționale de Folclor. A scris o biografie a lui Constantin Brăiloiu și a tradus și editat operele complete ale acestuia.
A fost fiica dirijorului de cor Gheorghe Comișel, sora compozitorului Florin Comișel și mama muzicologei Irina Dragnea.

## Studii
La vârsta de șapte ani a început să ia lecții de vioară de la tatăl ei, profesorul și dirijorul de cor Gheorghe Comișel. A urmat școala primară și liceul de fete „Despina Doamna” din orașul natal. A continuat prin studii de specialitate la Academia de Muzică din București (1933–1937), unde i-a avut ca profesori pe Alfred Alessandrescu, George Breazul și Ioan D. Chirescu. Studenta a urmat și cursul – pe atunci, opțional – de „folklor” al lui Constantin Brăiloiu; acesta a remarcat-o și i-a propus colaborarea. 
Comișel a studiat timp de un an (1942–1943) la Facultatea de Sociologie a Universității din București, luând apoi parte la expedițiile organizate de sociologul Dimitrie Gusti.

## Activitate

### Etnomuzicologie
Începând din anul 1935 devine cercetător la Arhiva de Folklor a Societății Compozitorilor Români, condusă de Constantin Brăiloiu În 1949 unitatea este inclusă în nou înființatul Institut de Folclor, unde Comișel efectuează cercetări științifice până în 1964.  În anii 1967–1974 lucrează ca cercetător la Institutul de Studii Sud Est Europene din București.
Primele culegeri de folclor au fost făcute în 1935 - 1936 la Cheia. Între 1956 -1957 a lucrat cu echipele lui Dimitrie Gusti, la Izvoarele și la Ploiești, apoi în Dobrogea. Emilia Comișel a efectuat culegeri de folclor atât neînsoțită, cât și în compania grupurilor de studenți sau alături de colegii ei (printre care Tiberiu Alexandru, Ovidiu Bârlea, Harry Brauner, Mariana Kahane, Elisabeta Moldoveanu, Mihai Pop, Ghizela Sulițeanu); în total a cules nouă mii de cântece folclorice de la românii din țară și de peste hotare (din Albania, Bulgaria, Canada, Iugoslavia). Cele peste cinci mii de înregistrări efectuate sunt păstrate la Institutul de Folclor, Academia Română și în colecții personale. Rezultatele studierii acestui material bogat au fost difuzate prin articole tipărite în reviste de specialitate din țară și din străinătate, cărți, comunicări științifice (în țară și în Albania, Belgia, Canada, Franța, Germania, Italia, Iugoslavia), conferințe și participări în emisiuni de radio (printre care ciclul Trei sute de melodii populare, în care prezenta cântăreți pe care îi descoperise cu ocazia deplasărilor) și televiziune, în intenția de a promova meritul estetic al muzicii folclorice românești.
În 1996 a publicat biografia lui Constantin Brăiloiu. A editat lucrările acestuia în opt volume, dintre care primele șase apărute în intervalul 1967–1998, iar ultimele două, în anii 2008 și 2010.
A fost membră a Societății Internaționale de Folclor.

### În plan didactic
În perioada 1942–1949, a predat la Liceul Pedagogic din Ploiești. Susține cursuri de folcloristică la Conservatorul bucureștean din 1949 până în 1976, anul pensionării. Din 1992, timp de doi ani, predă la Universitatea din Timișoara.
A participat ca profesor în cadrul Universității Populare „Nicolae Iorga” din Vălenii de Munte.

## Viața personală
Emilia a fost unul dintre cei șase copii ai dirijorului de cor Gheorghe Comișel și sora mai mare a compozitorului Florin Comișel. Irina Dragnea, fiica Emilei Comișel, a ales tot o carieră muzicală și a colaborat alături de mama sa.
La vârsta de 95 de ani a suferit un accident cerebral în urma căruia nu a reușit să se recupereze.

## Lucrări

### Volume
- Folclorul copiilor. Studiu și antologie, Editura Muzicală, București, 1982, 311 p.
- Studii de etnomuzicologie
vol. 1, Editura Muzicală, București, 1986, 276 p.
vol. 2, Editura Muzicală, București, 1992, 265 pag. ISBN 9734201247
- Constantin Brăiloiu (1893–1958), Editura Academiei Române, București, 1996, 126 p. ISBN 973270473X

### Lucrări didactice
- Curs de folclor muzical
vol. 1, manuscris, București, 1964
vol. 2, manuscris, București, 1966
- Folclor muzical, Editura Didactică și Pedagogică, București, 1967, 470 p.

### Studii și articole
- Recitativul epic al baladei, supliment la „Muzica”, IV, nr. 6, București, 1954
- Pe urmele lui Béla Bartók în Hunedoara, în „Muzica”, V, nr. 9, București, 1955 (în colaborare cu Mariana Rodan-Kahane)
- The Rumanian Popular Ballad, în Studia Memoriae Bela Bartók, Aedes Academiae Bélae Bartók Sacra, Budapesta, 1956
- Preliminarii la studiul științific al doinei, în „Revista de folclor”, IV, nr. 3, București, 1959
- Le folklore musical roumain depuis 1945, în „Acta Musicologica”, Vol. 32, Fasc. 2-3, Basel, 1960
- Traditional Musical Instruments of the Rumanian People, în „Rumanian Review”, 15, nr. 1, București, 1961
- Contribuție la cunoașterea eposului popular cîntat (Recitativul epic), în „Revista de folclor”, VII, nr. 3-4, București, 1962
- La musique de la ballade populaire roumaine, în „Ethnomusicologie III. Le Colloques de Wegimont”, IV, Paris-Bruxelles, Elsevier, 1964
- Le folklore des coutumes. Les musiques du rituel nuptial roumain. Elements communs dans le folklore roumaine et le folklore des autres pays balkaniques, în „Revue des etudes Sud-est europeennes”, nr. 3-4, București, 1964
- Constantin Brăiloiu, în „Studii de muzicologie”, vol. I, Editura Muzicală, București, 1965
- Structura melodică a dansurilor populare. Contribuții la studiul structurii muzicale populare, în „Revista de etnografie și folclor”, 10, nr. 4, București, 1965
- Aportul lui Constantin Brăiloiu la dezvoltarea folcloristicii muzicale românești, în „Revista de etnografie și folclor”, 11, nr. 5-6, București, 1966
- Tradiție și inovație în creația populară, în „Muzica”, XVI, nr. 5, București, 1966
- Contribuția etnomuzicologiei contemporane la definirea raportului național-universal în muzica folclorică, în vol. „Național și universal în muzică”, Conservatorul „Ciprian Porumbescu” din București, 1967
- Despre forma arhitectonică în muzica populară, în „Muzica”, XVII, nr. 2, București, 1967
- Elemente comune în folclorul muzical al popoarelor sud-est europene, în „Studii și cercetări de istoria artei”, tom. 15, nr. 2, București, 1968
- Genurile muzicii populare românești. Doina, în „Studii de muzicologie”, vol. V, Editura Muzicală, București, 1969
- Melodii cu refren: Cântecul propriu-zis, în „Studii de muzicologie, vol. VI, Editura Muzicală, București, 1970
- Folclorul în România secolelor XVII și XVIII, în „Studii de muzicologie”, vol. IX, Editura Muzicală, București, 1973
- Obiceiuri și genuri folclorice atestate de Dimitrie Cantemir și actualitatea lor, în „Muzica”, 23, nr. 9, București, 1973
- Plurifuncționalitatea unor genuri folclorice, în „Studii de muzicologie”, vol. X, Editura Muzicală, București, 1974
- Aspects du folkore roumain au Moyen-Âge, du XIIIe au XVe siècle, în „Muzica”, 25, nr. 11, București, 1975
- Un style musical libre dans le folklore roumain, în „Revue Roumaine d'Histoire de l'Art”, Tome 13, București, 1976
- Coordonate ale formei libere în creația folclorică, în „Studii de muzicologie”, vol. XIV, Editura Muzicală, București, 1979
- Cîntecul liric din Oltenia, în „Mehedinți. Istorie și cultură”, nr. 2, Drobeta Turnu-Severin, 1980.

### Culegeri de folclor
- Cîntece populare și creații în stil popular, Editura Cartea Rusă, București, 1950 (în colaborare)
- Din folclorul nostru, Editura de Stat pentru Literatură și Artă, București, 1953, 382 p. (în colaborare cu Mariana Rodan-Kahane)
- Antologie folclorică din ținutul Pădurenilor (Hunedoara), Editura Muzicală, București
Ediția 1, 1959, 143 p.
Ediția 2, 1964, 178 p. (revăzută, agăugită și semnată de Emilia Comișel)
- Folclor din Dobrogea, Editura Minerva, București, 1978, 612 p. (în colaborare cu Constantin Brăiloiu și Tatiana Gălușcă-Crîșmaru)
- Colindăm Domnului bunu, Editura Augusta, București, 1998, 168 p. (în colaborare cu Irina Dragnea și Ioan Gh. Oltean)
- Antologia muzicii populare românești (audio), Electrecord

### Ediții critice
- Brăiloiu, Constantin. Opere, vol. I-VIII, Editura Muzicală, București, 1967–2008

### Înregistrări sonore
- Centrul Francez de Cercetări Etnomuzicologice, înregistrări sonore Emilia Comisel

## Premii și distincții
Pentru activitatea sa, Emilia Comișel a fost onorată cu mai multe ordine și medalii. A fost distinsă cu medaliile Ordinul Muncii, clasa a III-a (1965) și Ordinul Meritul Cultural, clasa a IV-a (1969), Premiul Academiei Române (1982), iar Uniunea Compozitorilor și Muzicologilor din România i-a decernat trei premii (1980, 1982) și marele premiu pe anul 2008. În martie 2000, a fost numită cetățean de onoare al municipiului Ploiești.

### Distincții
- Ordinul Muncii clasa a III-a (28 iunie 1965) „pentru activitate îndelungată și merite deosebite în dezvoltarea învățămîntului superior artistic”[12]
- Ordinul național „Pentru Merit” în grad de Cavaler (1 decembrie 2000) „pentru realizări artistice remarcabile și pentru promovarea culturii, de Ziua Națională a României”[13]